# Zona de saturação
Zona de saturação, ou zona freática, é a parte de um aquífero, abaixo do lençol freático, em que a maioria dos poros e fracturas se encontram saturados com água (sendo neste sentido o posto à zona vadosa). A espessura, profundidade e configuração da zona freática variam em função da recarga e da extracção de água, reflectindo em geral as variações sazonais na disponibilidade de água. Nas aplicações dos campos das ciências físico-químicas, a designação zona de saturação é aplicada às áreas em que determinadas substâncias se encontram em equilíbrio.

## Na física e na química
É a zona em que os fenômenos de transporte de massa, movimento ou energia entre dois corpos, substâncias ou estados físicos se encontram em mesma grandeza. Ou seja, quando duas diferentes substâncias químicas atingem um determinado equilíbrio, os "fluxos" entre elas possuem a mesma grandeza e as alterações não ocorrem mais.

## Na geologia e na hidrologia

### Ocorrência da Água Subterrânea
A presença de água subterrânea é dividida em quatro zonas:

#### Zona de Saturação
É a região abaixo da zona de aeração ou zona não saturada, onde os poros estão totalmente preenchidos por água.

#### Orla de capilaridade
Logo acima da zona de saturação: Na terra, a água dessa zona eleva-se nas aberturas finas acima da zona de saturação. Em experimentos foi visto que a altitude da orla se mantém em um limite prático de até três metros, estando nesse nível podemos crer que a evaporação da terra seja muito pouca, mas onde o lençol freático está muito perto, a água transfere-se à atmosfera pela orla de capilaridade e a perda de água pode ser muito importante.

#### Seção intermediária
Encontra-se acima da orla de capilaridade: A água penetra nesta parte da terra e é drenada pela gravidade, até ao lençol de água. Sendo assim, apenas poucos capilares têm água e, em geral, classifica-se esta zona como quase seca. Ela pode existir ou não, dependendo do nível de umidade.

#### Seção de umidade do solo
Superficial: Esta seção contém material orgânico, sofre influência de intempérie e é geralmente muito porosa. Recebe água da chuva, mas boa parte desta água retorna à atmosfera como transpiração. Outra parte é absorvida pela seção intermediária.